# Ayak
Ayak è stato un fumetto creato da Jean Ollivier e illustrato da Eduardo Teixeira Coelho pubblicato puntate. La serie fu Creata nel 1979 ed è apparsa nella rivista Pif Gadget fino al 1984. La serie aveva anche un sottotitolo Ayak le loup blanc. Gli autori si allontanano dal campo delle serie storiche per entrare in quello delle serie naturalistiche e animali. La serie era composta da 56 episodi da 10 a 15 schede, fu interrotta nel 1984. Per Eduardo Teixeira Coelho fu sua ultima serie pubblicata nel periodico Pif Gadget.

## Contesto storico
La storia presenta come sfondo l'invasione di un territorio ancora selvaggio, lo Yukon nell'estremo nord canadese, da cercatori d'oro a partire dall'anno 1898; era l'inizio della corsa all'oro del Klondike.

## Personaggi
Ayak è un lupo artico che assiste allo sconvolgimento del suo ambiente, a causa di questa corsa all'oro. Tra questi cercatori d'oro, il lupo seguirà una coppia di umani sorprendente in queste regioni: un cacciatore di animali da pelliccia di origine irlandese, Tom Ryan, accompagnato dalla figlia di dieci anni, Ann. La giovane ha perso la madre e stringerà un rapporto stretto e speciale con il lupo, dopo che quest'ultimo le ha salvato la vita per la prima volta.
Il Tom Ryan lasciò San Francisco insieme alla figlia nel 1900 e arrivò a Skagway. Passarono per il Lago Bennett, devono raggiungere Dawson City scendendo lungo il fiume Yukon. Sono guidati in questi territori da Wa-Sha, un indiano.

## Ispirazione e parentela
Jean Ollivier si ispira qui alle storie naturalistiche di Jack London come Croc-Blanc, che adatta per fare un fumetto a puntate nel 1984, o The Call of the Forest(Il richiamo della foresta). Nel 1976 Eduardo Teixeira Coelho aveva prodotto un breve racconto naturalistico, Le Voyage des chutes, già ambientato nelle Montagne Rocciose. Jean Ollivier ha anche prodotto un racconto sullo stesso tema nel 1982 con André Juillard, intitolato La Rués vers l'or.

## Elenco delle pubblicazioni inPif Gadget(1979-1984)
- Ayak (fumetto), l'annuncio di inizio serie fu nel n. 542, 1979 di Pif Gadget.

| Numero di pubblicazione | Titolo                                    | Lunghezza                       | Data di pubblicazione |
| Pif Gadget n. 543       | Senza titolo                              | 10 tavole + fascia di copertura | 20/08/1979            |
| Pif Gadget n. 547       | Il sentiero dell'oro                      | 10 tavole                       | 17/09/1979            |
| Pif Gadget n. 551       | La figlia degli uomini                    | 10 tavole                       | 15/10/1979            |
| Pif Gadget n. 559       | La neve che rotola                        | 10 tavole                       | 12/10/1979            |
| Pif Gadget n. 562       | Il burrone del cavallo morto              | 12 tavole                       | 31/12/1979            |
| Pif Gadget n. 568       | Yukon Eagle                               | 10 tavole                       | 02/11/1980            |
| Pif Gadget n. 572       | Cani selvatici                            | 10 tavole                       | 03/10/1980            |
| Pif Gadget n. 576       | Il fiume d'oro                            | 10 tavole                       | 04/07/1980            |
| Pif Gadget n. 580       | The Adventure Raft                        | 10 tavole                       | 05/05/1980            |
| Pif Gadget n. 585       | Beaver Valley                             | 10 tavole                       | 06/09/1980            |
| Pif Gadget n. 590       | I saccheggiatori dello Yukon              | 10 tavole                       | 14/07/1980            |
| Pif Gadget n. 596       | Ryan's Revenge                            | 10 tavole                       | 25/08/1980            |
| Pif Gadget n. 601       | Il fiume dei pericoli                     | 10 tavole                       | 29/09/1980            |
| Pif Gadget n. 612       | Il marchio del grande alce                | 10 tavole                       | 16/12/1980            |
| Pif Gadget n. 615       | La legge del nord                         | 10 schede + copertina           | 01/06/1981            |
| Pif Gadget n. 618       | La cattura di Ayak                        | 15 tavole                       | 27/01/1981            |
| Pif Gadget n. 622       | La vita selvaggia                         | 10 tavole                       | 24/02/1981            |
| Pif Gadget n. 624       | La Valle dei Grandi Brontoloni            | 10 tavole                       | 03/10/1981            |
| Pif Gadget n. 627       | Testa grigia                              | 10 tavole                       | 31/03/1981            |
| Pif Gadget n. 630       | La radura della lince                     | 10 tavole                       | 21/04/1981            |
| Pif Gadget n. 637       | I lupi cacciano quando gli uomini dormono | 10 schede + copertina           | 06/09/1981            |
| Pif Gadget n. 641       | La capitale dell'oro                      | 10 tavole                       | 07/07/1981            |
| Pif Gadget n. 647       | La grande follia di Ayak                  | 10 tavole                       | 18/08/1981            |
| Pif Gadget n. 650       | Le frecce con i punti d'oro               | 10 tavole                       | 08/09/1981            |
| Pif Gadget n. 652       | Pelle di Ayak                             | 15 tavole                       | 22/09/1981            |
| Pif Gadget n. 653       | Nella carne                               | 10 schede + copertina           | 29/09/1981            |
| Pif Gadget n. 657       | La famosa pepita d'oro                    | 15 schede + copertina           | 27/10/1981            |
| Pif Gadget n. 659       | Quando le orde attaccano...               | 10 schede + copertina           | 11/10/1981            |
| Pif Gadget n. 665       | Natale nel Klondike                       | 12 schede + copertina           | 22/12/1981            |
| Pif Gadget n. 669       | Gli artigli della morte                   | 15 tavole                       | 21/01/1982            |
| Pif Gadget n. 673       | Quando il tumulto urla                    | 10 schede + copertina           | 15/02/1982            |
| Pif Gadget n. 678       | Il richiamo della vita                    | 15 schede + copertina           | 22/03/1982            |
| Pif Gadget n. 681       | Il Mad Moose                              | 10 tavole                       | 13/04/1982            |
| Pif Gadget n. 684       | Racketers                                 | 10 tavole                       | 05/04/1982            |
| Pif Gadget n. 689       | Furia dei Bighorn                         | 10 tavole                       | 06/08/1982            |
| Pif Gadget n. 690       | Gli sciocchi del nord                     | 15 tavole                       | 15/06/1982            |
| Pif Gadget n. 694       | La grotta Grizzly                         | 10 tavole                       | 13/07/1982            |
| Pif Gadget n. 696       | Il sentiero goloso                        | 10 schede + copertina           | 27/07/1982            |
| Pif Gadget n. 699       | Slak the husky                            | 10 tavole                       | 17/08/1982            |
| Pif Gadget n. 704       | La fine di Slak                           | 10 tavole                       | 21/09/1982            |
| Pif Gadget n. 707       | Il tuono degli uomini                     | 10 tavole                       | 12/10/1982            |
| Pif Gadget n. 714       | The Highlands Raider                      | 10 tavole                       | 30/11/1982            |
| Pif Gadget n. 722       | Piuma nera il cacciatore                  | 14 tavole                       | 25/01/1983            |
| Pif Gadget n. 725       | I cacciatori selvaggi                     | 10 tavole                       | 15/02/1983            |
| Pif Gadget n. 733       | La bestia delle acque                     | 10 tavole                       | 04/12/1983            |
| Pif Gadget n. 740       | Il pony selvatico                         | 10 tavole                       | 31/05/1983            |
| Pif Gadget n. 744       | La slitta sulla neve                      | 10 tavole                       | 28/06/1983            |
| Pif Gadget n. 748       | Grizzly Hunt                              | 10 tavole                       | 26/07/1983            |
| Pif Gadget n. 756       | I ladri d'oro                             | 10 tavole                       | 20/09/1983            |
| Pif Gadget n. 759       | Un giorno di carestia                     | 10 tavole                       | 11/10/1983            |
| Pif Gadget n. 768       | Il maestro delle "Highlands"              | 10 tavole                       | 13/12/1983            |
| Pif Gadget n. 771       | La rabbia di vivere                       | 10 tavole                       | 01/03/1984            |
| Pif Gadget n. 776       | Le trappole della natura selvaggia        | 10 tavole                       | 02/07/1984            |
| Pif Gadget n. 781       | La pelle del lupo                         | 10 tavole                       | 13/03/1984            |
| Pif Gadget n. 784       | La carcassa di alce                       | 10 tavole                       | 04/03/1984            |
| Pif Gadget n. 788       | Il padre-lupo                             | 10 tavole                       | 05/01/1984            |

## Collezioni
Tre album pubblicati nel 1980 e nel 1981 coprono le prime quindici storie pubblicate nel Pif Gadget.
1. Ayak il lupo bianco, Vaillant, 1980[4]:
  - Il primo racconto è apparso in Pif Gadget. Senza titolo n. 543
  - Il sentiero dell'oro
  - La figlia degli uomini
  - La neve che rotola
  - Il burrone del cavallo morto
2. The Gold Trail, collezione "GP Rouge et Or", Vaillant, 1981:
  - Yukon Eagle
  - Cani selvatici
  - Il fiume d'oro
  - The Adventure Raft
  - Beaver Valley
3. Rush for the Yukon, collezione "GP Rouge et Or", Vaillant, 1981:
  - I saccheggiatori dello Yukon
  - Ryan's Revenge
  - Il fiume dei pericoli
  - Il marchio del grande alce
  - La legge del nord

## Traduzioni
TedescoAyak der Weiße Wolf, tradotto e pubblicato sulla rivista Silberpfeil, dal 1980 al 1983, tra cui le seguenti storie:
- Der Ruf der Wildnis Teil 1, n. 607, 1983.
- Der Ruf der Wildnis Teil 2, n. 608, 1983.
- Das Geheimnis des vergessenen Tales Teil 1, n. 616, 1983.

OlandeseAyak
- Lupo di De Witte, edizioni Panda, 1982.
- De Weg naar het goud, edizioni Panda, 1982.

PortogheseAyak, o lobo branco, tradotto e pubblicato su Mundo de Aventuras (pt) dal 1981 al 1985:
- ? (racconto senza titolo pubblicato in Pif Gadget n. 543?), n. 389,26 marzo 1981
- A Pista do ouro (The Gold Trail), n. 389,26 marzo 1981
- A Pilha dos homens (La figlia degli uomini), n. 400, 1981
- A Avalanche (La Neige qui roulle), n. 400, 1981
- A Ravina fare Cavalo Morto (L'Orrido del cavallo guasto), n. 425
- A Águia de Yukon (L'Aquila dello Yukon), n. 435
- Os Cães selvagens (The Wild Dogs), n. 435
- O Rio do ouro (Il fiume d'oro), n. 454
- A Jangada da aventura (The Raft of Adventure), n. 454
- O Vale dos castores (The Beaver Valley), n. 482
- Os Bandidos do Yukon (The Pillagers of Yukon), n. 482
- A Vingança de Ryan (La Revanche de Ryan), n. 550, 1985
- O Rio dos perigos (Il fiume dei pericoli), n. 550, 1985